# Franziskus von Paula Schönborn
Franziskus von Paula Schönborn (Praga, 24 de janeiro de 1844 – Falkenau an der Eger, 25 de junho de 1899) foi um cardeal tcheco da Igreja Católica, arcebispo de Praga.

## Biografia
Filho de Erwein Damian Hugo Conde de Söhönborn-Wiesentheid (1812-1881) e Christina Maria Josefa Condessa de Brühl (1817-1892), seu primeiro nome também consta como Franz e como František. Estudou direito na Universidade de Praga, teologia na Universidade de Innsbruck (teologia) e na Pontifícia Universidade Gregoriana, em Roma,  obteve o doutorado em teologia em 1875. Recebeu as insígnias do caráter clerical em 14 de outubro de 1870, as ordens menores em 25 de março de 1872, o subdiaconado em 7 de agosto de 1873 e o diaconato em 10 de agosto.
Foi ordenado padre em 12 de agosto de 1873. Realizou seu trabalho pastoral no país por quatro anos, depois foi vice-reitor do Seminário de Praga,  de 1879 a 1882, quando se tornou seu reitor e diretor do convictus puerorum.
Nomeado pelo imperador Francisco José I da Áustria para a sé de České Budějovice em 7 de setembro de 1883, teve seu nome confirmado pelo Papa Leão XIII em 28 de setembro e  sendo consagrado em 18 de novembro na Igreja de São Salvador de Praga por Frederico João de Schwarzenberg, arcebispo de Praga, coadjuvado por Josef Jan Hais, bispo de Königgrätz e Emanuel Jan Schoebel, bispo de Leitmeritz.
Em 21 de maio de 1885, foi nomeado pelo imperador Francisco José I da Áustria para a sé de Praga, foi promovido à arcebispo metropolitano em 27 de julho, recebendo o pálio em 30 de julho. Schönborn era um homem de tipo diferente de seu predecessor; ao contrário de Schwarzenberg, foi amigo dos jesuítas, além de ter realizado a divisão nacional da faculdade de teologia (no âmbito das universidades alemã e tcheca), que seu antecessor havia impedido. Também cuidou de um serviço digno (incluindo a introdução do canto gregoriano) e observância precisa da liturgia e dos regulamentos, além de promover os seminários para meninos em Příbram (Příbram) e Mies (Stříbro).
Foi criado cardeal pelo Papa Leão XIII, no Consistório de 24 de maio de 1889, recebendo o barrete vermelho e o título de cardeal-presbítero de São João e São Paulo em 30 de dezembro, através de uma carta apostólica.
Morreu em 25 de junho de 1899, em Falkenau an der Eger. Seu corpo foi transladado para Praga e foi velado e enterrado na Catedral de São Vito.